# Begonia demissa
Begonia demissa là một loài thực vật có hoa trong họ Thu hải đường. Loài này được Craib mô tả khoa học đầu tiên năm 1930.